# The Tunnel – Mord kennt keine Grenzen
The Tunnel – Mord kennt keine Grenzen (englischer Originaltitel: The Tunnel, französischer Originaltitel: Tunnel) ist eine von 2013 bis 2017 ko-produzierte britisch-französische Fernsehserie auf Basis der dänisch-schwedischen Serie Die Brücke – Transit in den Tod (Originaltitel: dänisch: Broen, schwedisch: Bron).
Sie feierte ihre Premiere bei den britischen und französischen Pay-TV-Anbietern Sky und Canal+. Die Deutschlandpremiere fand am 24. September 2014 beim Bezahlsender Sony Entertainment Television statt, während die Free-TV-Ausstrahlung ab dem 15. April 2015 bei ServusTV erfolgte. Die Serie umfasst 24 Folgen in drei Staffeln.

## Handlung
Nachdem eine hochrangige französische Politikerin im Eurotunnel zwischen dem Vereinigten Königreich und Frankreich tot aufgefunden wurde, werden Ermittler aus den beiden angrenzenden Staaten mit der Lösung des Falls beauftragt. Der britische Polizist Karl Roebuck und seine französische Kollegin Elise Wassermann müssen sich zu einem Team zusammenfinden und jagen gemeinsam den Mörder, dessen „moralischer Kreuzzug“ weitere Menschen das Leben kostet. Nachdem der Täter gefasst wird, stehen die beiden Polizisten vor weiteren Straftaten, die sich an den Grenzen ihrer beiden Staaten ereignen. Dabei stoßen sie auf eine international agierende Terror-Bande, die vor Entführung und Mord nicht zurückschreckt. Diese Fälle mutieren immer mehr zu einem internationalen Konflikt, in den am Ende auch der MI5 verstrickt ist, und die Ermittler bei der Aufklärung behindert.

## Besetzung
Die Synchronisation wurde bei der Studio Hamburg Synchron nach Dialogbüchern von Regina Kette unter der Dialogregie von Michael Grimm erstellt.
| Rolle             | Darsteller               | Synchronsprecher |
| ----------------- | ------------------------ | ---------------- |
| Karl Roebuck      | Stephen Dillane          | Robert Missler   |
| Elise Wassermann  | Clémence Poésy           | Mia Diekow       |
| Stephen Beaumont  | Joseph Mawle             | Sascha Draeger   |
| Danny Hiller      | Tom Bateman              | Marios Gavrilis  |
| Olivier Pujol     | Thibault de Montalembert | Stephan Benson   |
| Alain Joubert     | Mathieu Carrière         | Mathieu Carrière |
| Charlotte Joubert | Jeanne Balibar           | Katrin Decker    |
| Suze Harcourt     | Keeley Hawes             | Celine Fontanges |
| Kieran Ashton     | James Frain              | Achim Buch       |

## Episodenliste

### Staffel 1
| Nr. (ges.) | Nr. (St.) | Deutscher Titel      | Originaltitel | Erstausstrahlung USA | Deutschsprachige Erstausstrahlung (D) | Regie            | Drehbuch      |
| ---------- | --------- | -------------------- | ------------- | -------------------- | ------------------------------------- | ---------------- | ------------- |
| 1          | 1         | Terror               | Episode 1.01  | 16. Okt. 2013        | 24. Sep. 2014                         | Dominik Moll     | Ben Richards  |
| 2          | 2         | Das Spiel beginnt    | Episode 1.02  | 23. Okt. 2013        | 24. Sep. 2014                         | Dominik Moll     | Ben Richards  |
| 3          | 3         | Die Entführung       | Episode 1.03  | 30. Okt. 2013        | 1. Okt. 2014                          | Udayan Prasad    | Olivier Kohn  |
| 4          | 4         | Dicht auf den Fersen | Episode 1.04  | 6. Nov. 2013         | 1. Okt. 2014                          | Udayan Prasad    | Chris Lang    |
| 5          | 5         | Das Massaker         | Episode 1.05  | 13. Nov. 2013        | 8. Okt. 2014                          | Hettie Macdonald | Yann Le Nivet |
| 6          | 6         | Wahrheit Nummer 4    | Episode 1.06  | 20. Nov. 2013        | 8. Okt. 2014                          | Hettie Macdonald | George Kay    |
| 7          | 7         | Die letzte Wahrheit  | Episode 1.07  | 27. Nov. 2013        | 15. Okt. 2014                         | Philip Martin    | Emma Frost    |
| 8          | 8         | Game Over            | Episode 1.08  | 4. Dez. 2013         | 15. Okt. 2014                         | Thomas Vincent   | Ben Richards  |
| 9          | 9         | In der Falle         | Episode 1.09  | 11. Dez. 2013        | 22. Okt. 2014                         | Thomas Vincent   | Chris Lang    |
| 10         | 10        | Das Ende             | Episode 1.10  | 18. Dez. 2013        | 22. Okt. 2014                         | Thomas Vincent   | Ben Richards  |

### Staffel 2
| Nr. (ges.) | Nr. (St.) | Deutscher Titel         | Originaltitel | Erstausstrahlung USA | Deutschsprachige Erstausstrahlung (D) | Regie          | Drehbuch                       |
| ---------- | --------- | ----------------------- | ------------- | -------------------- | ------------------------------------- | -------------- | ------------------------------ |
| 11         | 1         | Die Generalprobe        | Episode 2.01  | 12. Apr. 2016        | 9. Nov. 2016                          | Mike Barker    | Ben Richards                   |
| 12         | 2         | Der Kampf um Toleranz   | Episode 2.02  | 19. Apr. 2016        | 9. Nov. 2016                          | Mike Barker    | Ben Richards                   |
| 13         | 3         | Die ersten Schritte     | Episode 2.03  | 26. Apr. 2016        | 16. Nov. 2016                         | Gilles Bannier | Ben Richards                   |
| 14         | 4         | Die Geiselnahme         | Episode 2.04  | 3. Mai 2016          | 16. Nov. 2016                         | Gilles Bannier | Yann Le Nivet                  |
| 15         | 5         | Rosas Aussage           | Episode 2.05  | 10. Mai 2016         | 23. Nov. 2016                         | Tim Mielants   | Louise Ironside                |
| 16         | 6         | Die Spur nach Georgien  | Episode 2.06  | 17. Mai 2016         | 23. Nov. 2016                         | Tim Mielants   | Franck Philippon, Ben Richards |
| 17         | 7         | Ein Mann gibt nicht auf | Episode 2.07  | 24. Mai 2016         | 30. Nov. 2016                         | Carl Tibbetts  | Ben Richards                   |
| 18         | 8         | Genugtuung              | Episode 2.08  | 31. Mai 2016         | 30. Nov. 2016                         | Carl Tibbetts  | Ben Richards                   |

### Staffel 3
| Nr. (ges.) | Nr. (St.) | Deutscher Titel                  | Originaltitel | Erstausstrahlung USA | Deutschsprachige Erstausstrahlung (D) | Regie           | Drehbuch           |
| ---------- | --------- | -------------------------------- | ------------- | -------------------- | ------------------------------------- | --------------- | ------------------ |
| 19         | 1         | Vermisste Kinder und Rattenplage | Episode 3.01  | 14. Dez. 2017        | 9. Feb. 2018                          | Anders Engström | Emilia di Girolamo |
| 20         | 2         | Das Totenbuch                    | Episode 3.02  | 21. Dez. 2017        | 9. Feb. 2018                          | Anders Engström | Louise Ironside    |
| 21         | 3         | Die Brandmarke                   | Episode 3.03  | 28. Dez. 2017        | 9. Feb. 2018                          | Anders Engström | Jamie Crichton     |
| 22         | 4         | Die Rekonstruktion               | Episode 3.04  | 4. Jan. 2018         | 16. Feb. 2018                         | Gilles Bannier  | John Jackson       |
| 23         | 5         | Die Rache                        | Episode 3.05  | 11. Jan. 2018        | 16. Feb. 2018                         | Gilles Bannier  | Emilia di Girolamo |
| 24         | 6         | Der letzte Wunsch                | Episode 3.06  | 18. Jan. 2018        | 16. Feb. 2018                         | Gilles Bannier  | Emilia di Girolamo |

## Veröffentlichung auf DVD
Alle Staffeln sind als DVD erhältlich; in Deutschland erschien die erste Staffel am 26. Juni 2015 über Studio Hamburg.